# Scott Robertson
Pour les articles homonymes, voir Robertson.

a Compétitions nationales et continentales officielles uniquement.

b Matchs officiels uniquement.
Dernière mise à jour le 12 septembre 2018.
Scott Maurice Robertson, né le 21 août 1974 à Tauranga (Nouvelle-Zélande) est un joueur en un entraîneur de rugby à XV, qui a joué avec l'équipe de Nouvelle-Zélande. Il a occupé le poste de troisième ligne centre (1,90 m et 108 kg).
Il est surnommé "Razor" en raison de sa capacité à "découper" ses adversaires au plaquage.
Il est nommé sélectionneur des All Blacks à l'issue de la coupe du monde 2023.

## Biographie

### Carrière de joueur
Il commence par jouer en Super 12 avec les Crusaders, remportant 4 titres. Il emporte aussi le championnat des provinces néo-zélandaises NPC en 1997 et 2001.
Robertson découvre ensuite le Top 14 en arrivant à l'USAP. Il disputera aussi 12 matchs (pour 2 essais) de Coupe d'Europe avec l'équipe française.
En équipe nationale, il obtient sa première cape internationale le 1er août 1999, à l’occasion d’un match contre l'équipe d'Australie. Il joue son dernier match contre l'équipe d'Afrique du Sud, le 10 août 2002. Il aura notamment disputé un match de la Coupe du monde de rugby 1999.

### Carrière d'entraîneur

#### Canterbury et Brésil
Après sa retraite de joueur, il se reconvertit en tant qu'entraîneur.
À partir de 2008, il est entraîneur adjoint de Canterbury pendant cinq saisons, puis est nommé a été nommé entraîneur principal de 2013 à 2016. En tant qu'adjoint ou d'entraîneur en chef, il remporte le championnat des provinces chaque année de 2008 à 2016 (sauf 2014).
En parallèle, il est nommé sélectionneur de l'équipe du Brésil de 2012 à 2013, dans le cadre d'un partenariat entre la fédération brésilienne du rugby et les Crusaders.

#### Baby Blacks
Il est nommé à la tête de l'équipe de Nouvelle-Zélande des moins de 20 ans entre 2015 et 2016.
A la tête des "Baby Blacks", il est champion du monde des moins de 20 ans en 2015.

#### Crusaders
En 2017, il devient l'entraîneur en chef des Crusaders. Après ses deux premières saisons à la tête de la franchise, il a un bilan exceptionnel : les Crusaders sont champions lors des 2 saisons et n'ont perdu que 3 matchs sur les 38 (92% de victoires) dirigés par Scott Robertson en Super Rugby.
Après l'interruption de 2 années (pandémie de Covid-19), les Crusaders conservent en finale le titre du Super Rugby Pacific (ex-Super Rugby) aux dépens des Blues (1ers de la saison régulière).
En 2020, il explique vouloir entraîner en France un jour.
Pour sa dernière saison à la tête de l'équipe, il la mène de nouveau à la victoire en finale face aux Chiefs.
Au cours de ses septs saisons en tant qu'entraîneur des Crusaders, il remporte 5 fois le titre de champions du Super Rugby et 2 Super Rugby Aotearoa en 2020 et 2021  en raison de la pandémie de Covid-19. Avec un bilan de 98 victoires, 17 défaites et 2 nuls en 117 matchs, ce qui fait de lui l'entraîneur le plus victorieux de l'histoire de la compétition.

#### All Blacks
Le 21 mars 2023, la fédération néo-zélandaise de rugby annonce que Scott Robertson entraînera les All Blacks à partir de du 1er novembre 2023, à l'issue de la coupe du monde 2023, bien que les premiers matches à la tête de l'équipe n'auront pas lieu avant 2024. Il est accompagné des anciens entraîneurs des Hurricanes Jason Holland et des Blues Leon MacDonald pour superviser l'attaque, et de Scott Hansen pour la défense.

## Célébration
A chaque sacre de Canterbury ou des Crusaders, Scott Robertson réalise quelques pas de breakdance sur la pelouse au milieu de ses joueurs,.

## Statistiques

### En équipe nationale
De 1998 à 2002, Scott Robertson compte 23 sélections avec les All-Blacks, inscrivant 20 points. Avec les Kiwis, il dispute une Coupe du monde en 1999. Il participe à trois éditions du Tri-nations en 1998, 2000 et 2002.

## Palmarès

### Joueur en club
Avec les Crusaders
- Super 12
  - Champion (4) : 1998, 1999, 2000 et 2002

Avec Canterbury
- NPC 
  - Vainqueur (2) : 1997 et 2001

Bilan
- 69 matchs de championnat NPC
- 86 matchs de Super 12
- 5 finales du Super 12 en 1998, 1999, 2000, 2002 et 2003

### En équipe nationale
- Quatrième de la Coupe du monde 1999
- Vainqueur du Tri-nations en 2002

### Entraîneur
- Vainqueur du Super Rugby (5) :  2017, 2018, 2019, 2022 et 2023 avec les Crusaders.
- Vainqueur du Super Rugby Aotearoa (2) : 2020, 2021 avec les Crusaders.
- Vainqueur du NPC (8) : 2008, 2009, 2010, 2011, 2012, 2013, 2015 et 2016 avec Canterbury.
- Vainqueur du championnat du monde junior en 2015 avec l'équipe de Nouvelle-Zélande des moins de 20 ans